# Ana Dias (atleta)
Ana Dias (Faro, 15 de janeiro de 1974) é uma ex-atleta portuguesa cuja especialidade era o fundo e a maratona.
Começou a correr pela Casa do Povo de Conceição de Faro, tendo sempre como treinador Fernando Barão. Passou pelo Sporting, clube que representou durante dez épocas, depois competiu pela Casa do Benfica em Faro. Atualmente é atleta do Clube Desportivo Areias S. João.
Participou por quatro vezes dos Jogos Olímpicos, em 1996 participou nos 5000 metros, tendo sido a primeira vez que, no jogos, se realizou a prova feminina. Finalizou a prova no 10º lugar da segunda série, com tempo de 15:57.35. Em 2000 na prova de 10000 metros ficou na 12ª posição da segunda eliminatória, com a marca de 33:21.69. Nos Jogos de 2004, já na Maratona, terminou em 62º lugar com o tempo de 3:08:11. Em Pequim 2008, novamente na Maratona, acabou no lugar 46 e com 2:36:25.

## Recordes pessoais
- 5000 metros: 15:26.41 - Lisboa (22 de Julho de 2001)[4]
- 10 000 metros: 31:39.52 - Barakaldo (10 de Abril de 1999)
- Meia-maratona: 1:10:28 - Oruña de Piélagos (6 de Setembro de 2003)
- Maratona: 2:28:49 - Berlin (28 de Setembro de 2003)